# Vechniaki
Vechniaki (Муниципальный округ Вешняки) est un district municipal de Moscou, dépendant du district administratif est.

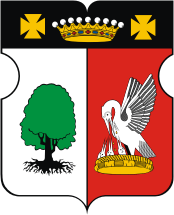
Armes du district
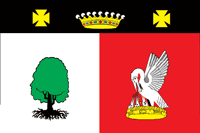
Drapeau du district